# آگوستین اومبرتو سخاس
آگوستین اومبرتو سخاس (انگلیسی: Agustín Humberto Cejas؛ زادهٔ ۱۹۶۴) فرمانده نظامی اهل آرژانتین است، که هم‌اکنون به‌عنوان فرمانده ارتش آرژانتین فعالیت می‌کند.